# Die Ziegler
Die Ziegler ist eine Erzählung von Anna Seghers, die um 1928 entstand und 1930 in der Sammlung „Auf dem Wege zur amerikanischen Botschaft“ in Berlin erschien.
Die junge bescheidene Marie Ziegler kommt als Einzelkämpferin gegen die Gesellschaftsordnung nicht an und geht mit dem Resümee unter: „Gar nichts gab es, als diese einzige Kraft in einem selbst drin, und auch die allein war nutzlos.“

## Inhalt
Die Vermögenswerte des ehemals kleingewerbetreibenden Handwerkers Ziegler sind von einer anonymen Gesellschaft verkauft worden. Der Vater von vier Kindern will sich nicht in der Schlange der Erwerbslosen nach finanzieller Hilfe anstellen, weil er so etwas als Schande empfindet. Also klopft der sorgfältig Gekleidete verunsichert reihum bei anderen ihm gut bekannten und noch tätigen Kleinunternehmern an. Diese zeigen ihm mit dem Hinweis auf eigene Existenzsorgen die Tür. Weil Ziegler den Bankrott nicht fassen kann, lässt er seine Tochter Marie weiter sein ehemaliges Produkt - wollene Textilien - herstellen und ausflicken. Die alte Kundschaft nimmt nur noch gelegentlich und zumeist aus Mitleid Ware ab. Ziegler erkrankt und stirbt. Marie sichert mit ihrer Flickarbeit und Hausiererinnentätigkeit gerade so das Überleben der Familie. Die Gesundheit des Mädchens verschlechtert sich mit der Zeit. Marie überspielt ihre Schwächeanfälle und opfert sich weiter für die Familie auf. Die Witwe Ziegler tut ihr Bestes, kann aber schließlich den beschämenden Zustand des ausgedienten Mobiliars nicht mehr vor den Argusaugen der Besucherinnen aus der Nachbarschaft verbergen. Frau Ziegler vermietet Zimmer und schränkt sich soweit ein, dass Anna, die zweite Tochter, zuletzt ihren Bräutigam nicht mehr inmitten der beengten Verhältnisse empfangen kann. Zu der ersehnten Hochzeit kommt es nicht. Wer soll die von den künftigen Schwiegereltern erwartete Mitgift aufbringen? Bei der Suche einer Lehrstelle für den jüngeren der beiden Söhne wird die Mutter von den Unternehmern aus der Bekanntschaft hingehalten. Als der ältere Sohn, der außerhalb Arbeit hatte, seine Familie für wenige Tage besucht, erschrickt er über Maries Gesundheitszustand. Als Marie den Bruder zum Bahnhof bringt, sagt er zum Abschied zu ihr: „Du wirst ja bald krepiert sein.“ Die Schwester pflichtet leise bei. Es scheint so, als behielte der Bruder Recht. Denn zum Schluss der Erzählung liegt Marie „flach auf dem Pflaster“.

## Selbstzeugnis
Anna Seghers anno 1931 über den Text: „Der Hunger des Kleinbürgers, seine vollkommen sinnlose Einsamkeit.“

## Form und Interpretation
Die Handlung läuft in der Weimarer Republik über mehrere Jahre. Erkenntlich ist der große Zeitraum zum Beispiel an der Figur des kleinen Sohnes. Zu Beginn der Erzählung geht der Kleine an der Hand des arbeitslosen Vaters am Fluss spazieren. Gegen Textende sucht die Mutter mit dem Jungen eine Lehrstelle. An der erzählten Geschichte des älteren der beiden Söhne sind verflossene Jahre ebenso ablesbar. Anfangs stiehlt er als rotzfrecher Bengel Brot und zum Schluss hat er in der Fremde ein Handwerk erlernt, gearbeitet, Geld verdient, ist auf der Straße mit Gefährten hinter Fahnen marschiert und hat dabei auch den Knüppel des Feindes zu spüren bekommen. Das unscharfe Erzählen wurde in der soeben skizzierten Geschichte übertrieben. So kann diametrale Interpretation nicht wundernehmen. Nach Schrade könnte sich der ältere Sohn den Nationalsozialisten angeschlossen haben und nach Neugebauer „der Arbeiterklasse“. Neugebauer meint höchstwahrscheinlich eine kommunistische Formation. Trotz alledem lässt der feinfühlig-behutsame Ton des Vortrages, bisweilen abgeschlossen mit vereinzeltem Paukenschlag, aufhorchen. Dazu ein Beispiel. Als Marie die Ansichtskarte ihres Bruders zerbeißt und ausspuckt, wird dem Leser deutlich, wie sehr das alleingelassene abgehärmte Mädchen den Absender für sein Abschiedswort (siehe oben) hasst.

## Rezeption
Büchner käme für die junge Verfasserin vielleicht als Vorbild in Frage. Soziale Not unter den Kleinbürgern wird beschrieben. Nur der ältere der beiden Ziegler-Söhne bricht aus dem kleinbürgerlichen Milieu aus. Marie und der ältere der beiden Söhne suchen Wege aus der Verelendung. Marie, von dem Mädchen mit der roten Mütze zum Ausbruch aus der Hoffnungslosigkeit aufgefordert, verweigert sich. Marie zerbricht an der Herzlosigkeit dieser kalten Welt.

### Textausgaben
Ausgaben
- Die Ziegler. S. 67–119 in: Anna Seghers: Erzählungen 1926-1944. Band IX der Gesammelten Werke in Einzelausgaben. 367 Seiten. Aufbau-Verlag Berlin 1981 (2. Aufl.), ohne ISBN (Verwendete Ausgabe)
- Die Ziegler. S. 49–108 in Anna Seghers: Die schönsten Erzählungen. Ausgewählt von Christina Salmen. Mit einem Nachwort von Gunnar Decker (Jans muß sterben. Die Ziegler. Die schönsten Sagen vom Räuber Woynok. Sagen von Artemis. Das Obdach. Post ins Gelobte Land. Der Ausflug der toten Mädchen. Das Argonautenschiff. Der Führer). Aufbau Verlagsgruppe, Berlin 2008 (1. Aufl.), ISBN 978-3-351-03495-5

### Sekundärliteratur
- Heinz Neugebauer: Anna Seghers. Leben und Werk. Mit Abbildungen (Wissenschaftliche Mitarbeit: Irmgard Neugebauer, Redaktionsschluss 20. September 1977). 238 Seiten. Reihe „Schriftsteller der Gegenwart“ (Hrsg. Kurt Böttcher). Volk und Wissen, Berlin 1980, ohne ISBN
- Kurt Batt: Anna Seghers. Versuch über Entwicklung und Werke. Mit Abbildungen. 283 Seiten. Reclam, Leipzig 1973 (2. Aufl. 1980). Lizenzgeber: Röderberg, Frankfurt am Main (Röderberg-Taschenbuch Bd. 15), ISBN 3-87682-470-2
- Ute Brandes: Anna Seghers. Colloquium Verlag, Berlin 1992. Bd. 117 der Reihe „Köpfe des 20. Jahrhunderts“, ISBN 3-7678-0803-X
- Andreas Schrade: Anna Seghers. Metzler, Stuttgart 1993 (Sammlung Metzler Bd. 275 (Autoren und Autorinnen)), ISBN 3-476-10275-0
- Sonja Hilzinger: Anna Seghers. Mit 12 Abbildungen. Reihe Literaturstudium. Reclam, Stuttgart 2000, RUB 17623, ISBN 3-15-017623-9

## Anmerkung
1. ↑  Anna Seghers umschreibt Zieglers Kummer: „Auf einmal stampfte er wild gegen das Pflaster, da wurde es hell in ihm, aus seinem Herzen strömte das Unglück heraus, in kühnen, leuchtenden Farben.“ (Verwendete Ausgabe, S. 98, 6. Z.v.o.)